# Calle Viña del Mar

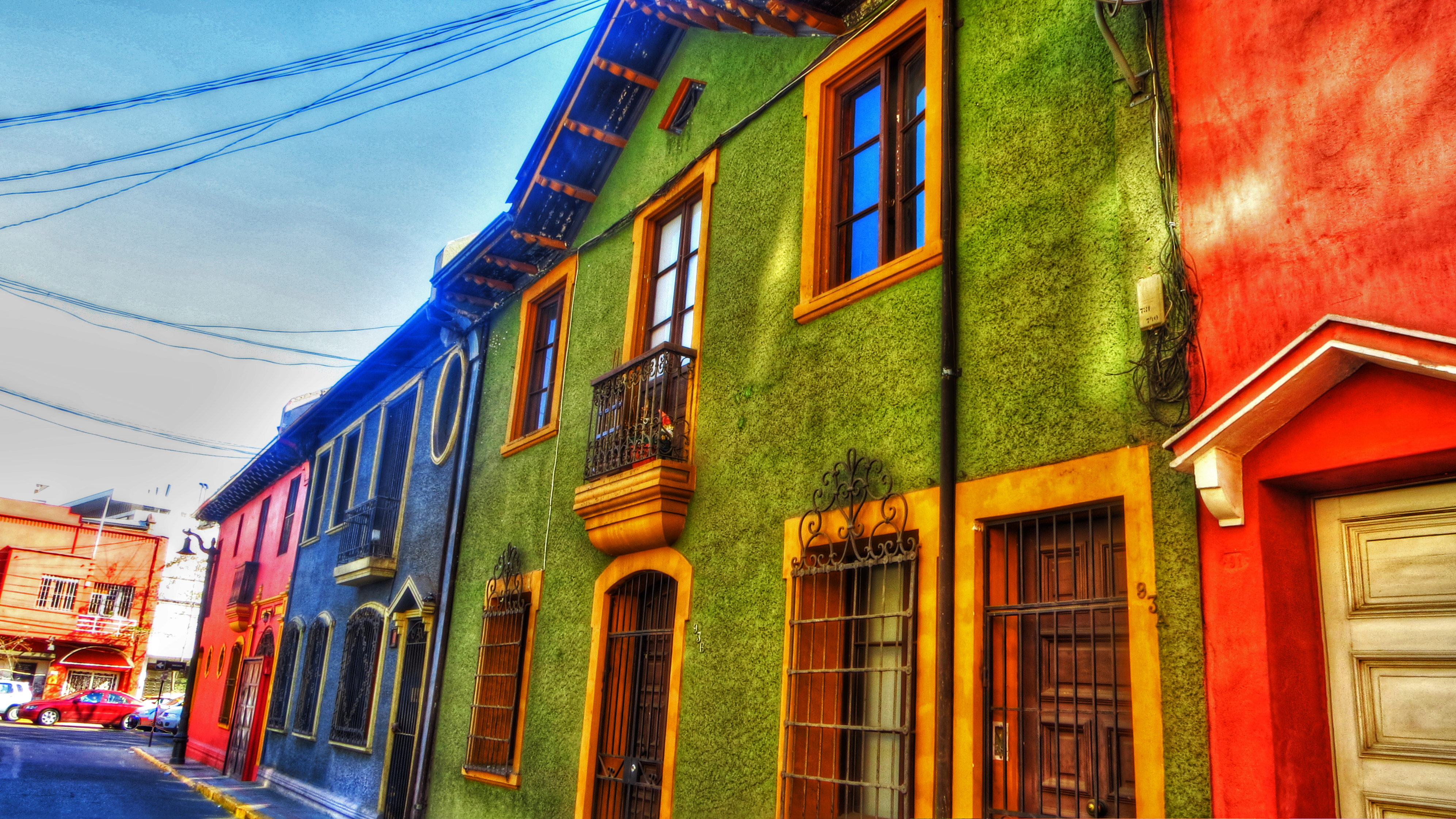
Coloridas y llamativas casas del sur de la calle Viña del Mar.

La calle Viña del Mar es un eje vial perpendicular a la Avenida Vicuña Mackenna, en la comuna de Providencia, Provincia de Santiago, Región Metropolitana de Santiago, Chile. Fue declarada Monumento nacional, bajo la categoría Zona Típica, mediante el Decreto Exento n.º 1043, del 15 de octubre de 1997. Su odónimo se debe en honor a la ciudad chilena de Viña del Mar.

## Historia
Hacia inicios de 2013, cinco de las dieciocho casas estaban ocupadas por el Consejo de Monumentos Nacionales, incluida la Casa de las Gárgolas, que constituye su sede desde septiembre de 2002, fecha en la que se traspasó del Ministerio de Bienes Nacionales de Chile. Esta misma propiedad, ideada en 1929 por el arquitecto Jhon Sunandhand y de un estilo neogótico y Tudor, fue declarada Monumento Histórico el 29 de octubre de 2001, mediante el Decreto Exento n.º 858.

## Descripción
Esta calle, que comienza en la Avenida Vicuña Mackenna y culmina en la Avenida Ramón Carnicer, cerca del Parque Baquedano, tiene una longitud de una cuadra. Cuenta con un conjunto habitacional conformado por 18 casas de dos pisos cada una, a nueve por vereda.